# Argentinische Badmintonnationalmannschaft
Die argentinische Badmintonnationalmannschaft repräsentiert Argentinien in internationalen Badmintonwettbewerben. Es gibt separate Nationalmannschaften für Junioren, Damen, Herren und gemischte Teams. Das Nationalteam repräsentiert die Federación de Badminton de la República Argentina.

## Teilnahme an BWF-Wettbewerben
Sudirman Cup
| Jahr | Resultat        |
| ---- | --------------- |
| 1995 | 48. – Gruppe 11 |
| 1997 | 54. – Gruppe 7  |
| 1999 | 50. – Gruppe 7  |

## Panamerikameisterschaften
Gemischtes Team
| Jahr | Resultat |
| ---- | -------- |
| 2013 | 9.       |
| 2014 | 8.       |
| 2019 | 11.      |
| 2023 | 8.       |

## Südamerikaspiele
| Jahr | Resultat     |
| ---- | ------------ |
| 2010 | 4.           |
| 2018 | Gruppenphase |

## Nationalspieler
Herren
- Andres Vasquez
- Mateo Delmastro
- Angel Bertolez
- Braian Romero
- Danilo Peralez
- Facundo Ayala

Frauen
- Ailen Oliva
- Florencia Bernatene
- Iona Gualdi
- Lara Gallardo
- Marilyn Romero
- Micaela Suárez